# Товариство синіх відерець

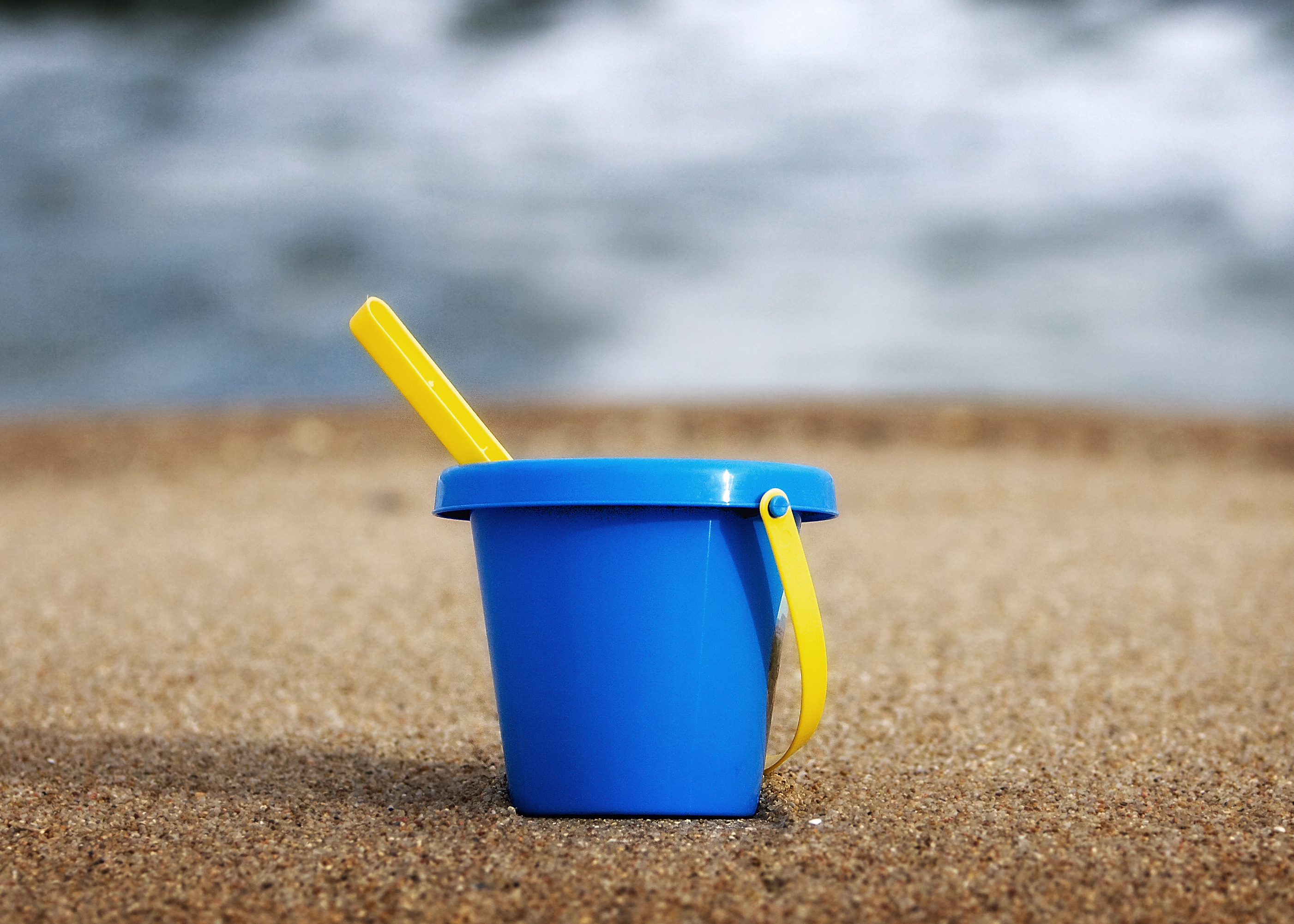
Блакитне відерце

Товариство синіх відерець — російський громадський рух, члени якого борються зі свавіллям чиновників і хамством на дорогах, домагаються, щоб «мигалки» (проблискові маячки) використовувалися тільки на автотранспорті екстрених служб, і протестують проти їх використання високопоставленими представниками влади.

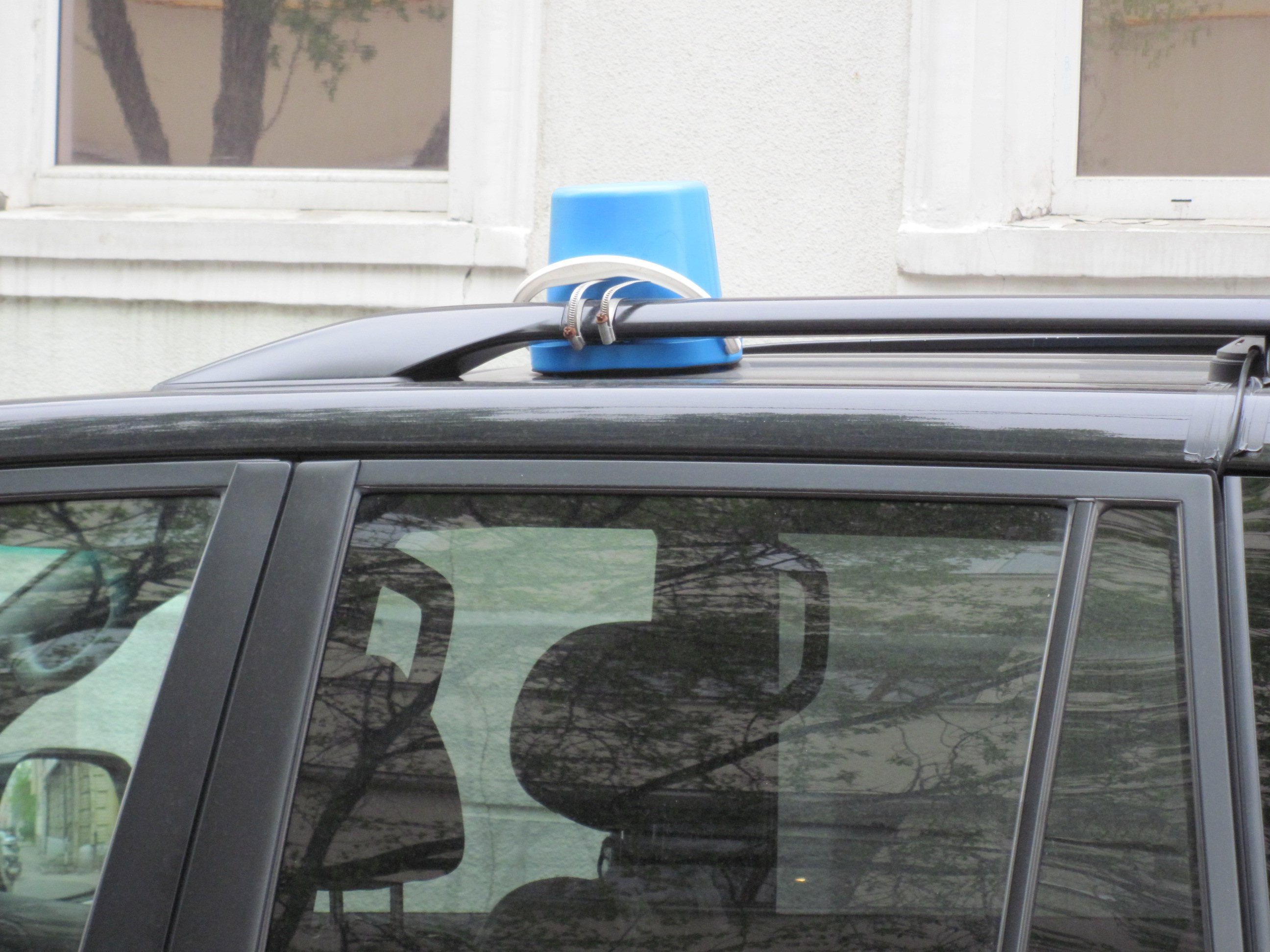
Акція руху у Москві, 2011

Протест виражається флеш-мобовим використанням імітаторів «мигалок»; найчастіше використовуються нешкідливі предмети, наприклад, дитяче синє пластмасове відерце (звідки назва), що наклеюється скотчем на дах або поміщається в салон автомобіля.
Товариство синіх ведерок не тільки фіксує численні порушення з боку водіїв машин зі спецсигналами, а й інформує громадян про виявлені факти, викладаючи, зокрема, фотографії та відеоролики на сторінку спільноти в Живому Журналі.
Лідер «ведерок» Петро Шкуматов, робив у 2012 році невдалу спробу зареєструвати Товариство в Мін'юсті РФ, характеризує рух як «неформальне співтовариство блогерів».